# اچ‌دی ۳۵۵۱۹

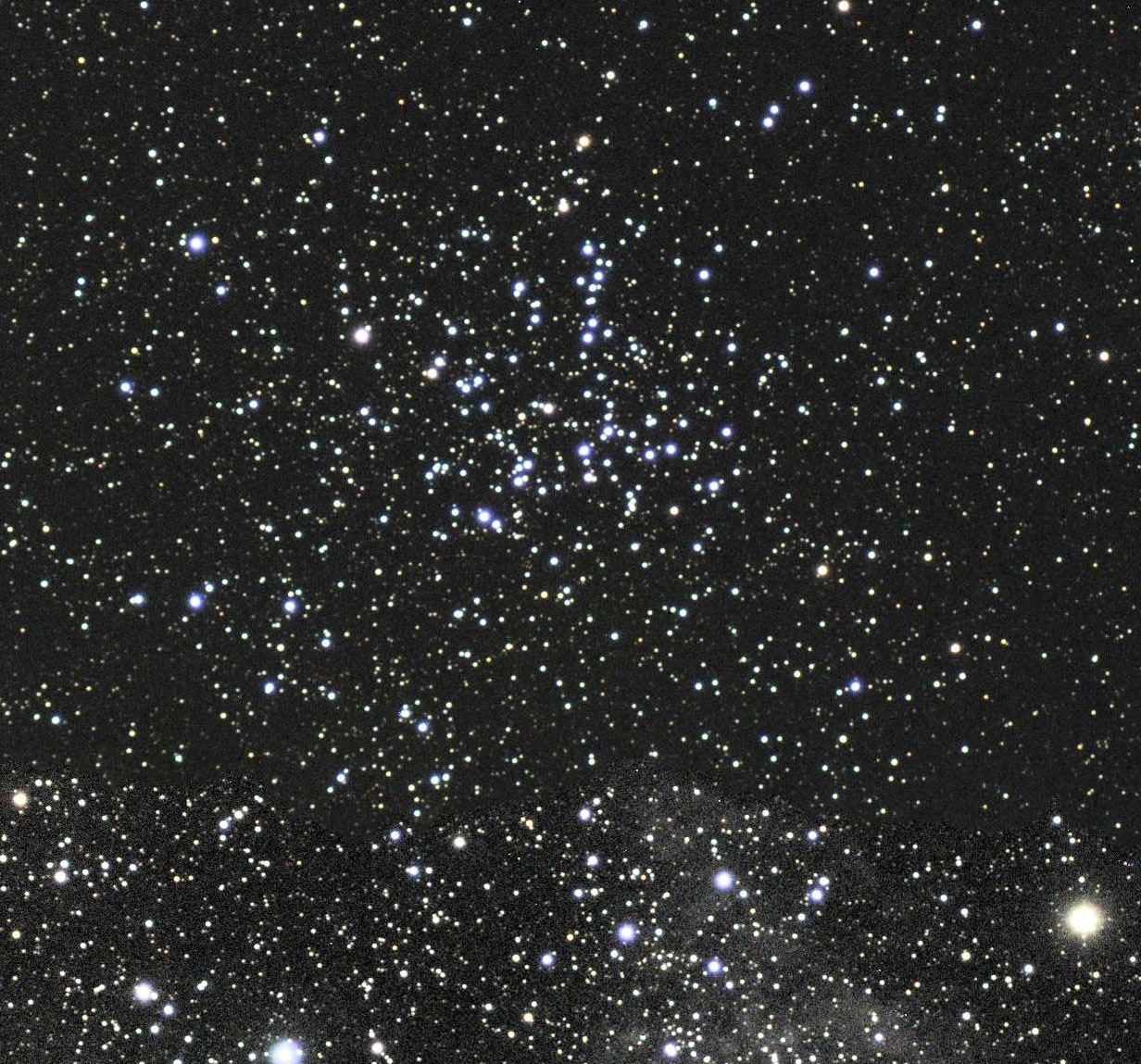
نمایی از ستارهٔ اچ‌دی ۳۵۵۱۹ (درخشندگی سمت راست، پایین) در منظومه خورشیدی – ۲۰۱۱

اچ‌دی ۳۵۵۱۹ , یک ستاره است که در صورت فلکی ارابه‌ران قرار دارد.